# اردوگاه اعتراض

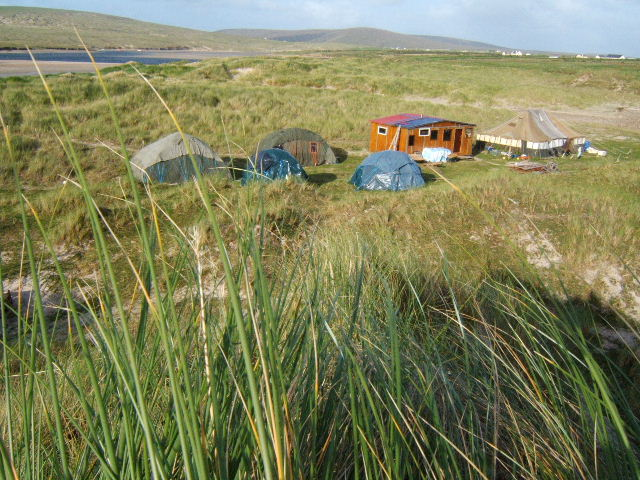
کمپ همبستگی راسپورت

اردوگاه اعتراض یا کمپ اعتراض (انگلیسی: Protest camp)، اردوگاه‌های فیزیکی است که توسط فعالان راه اندازی می‌شود تا مکانی را برای اعتراض فراهم کند، یا اینکه مکانی برای به تأخیر انداختن، ممانعت و جلوگیری از متوقف کردن اعتراض باشد.
اینگونه کمپ‌ها در دهه ۱۹۲۰ شروع به کار کردند و در سال ۱۹۸۲ به دلیل تبلیغاتی که توسط کمپین صلح زنان گرینهام در انگلستان انجام گرفت مشهور شدند. اردوگاه صلح زنان گرینهام یک اردوگاه صلح بود که برای اعتراض به سلاح‌های هسته ای در برکشایر انگلستان تأسیس شد.